# Secrétaire à l'Intérieur des États-Unis
Pour les articles homonymes, voir Secrétaire à l'Intérieur.
Ne doit pas être confondu avec Secrétaire à la Sécurité intérieure des États-Unis.
Le secrétaire à l'Intérieur des États-Unis (en anglais : United States Secretary of the Interior) est l'un des membres du cabinet présidentiel des États-Unis, à la tête du département de l'Intérieur.
Il est compétent dans les domaines de l'exploitation des ressources naturelles et de la gestion des terres publiques tels que les parcs nationaux et monuments nationaux, ainsi que certaines fonctions liées à la protection de l'environnement en accord avec l'Agence de protection de l'environnement des États-Unis (EPA), une agence indépendante avec à sa tête un administrateur.
Depuis le 1er février 2025, le secrétaire à l'Intérieur des États-Unis est Doug Burgum.

## Responsabilités
Le département de l'Intérieur contrôle des agences telles que le Bureau des affaires indiennes (BIA), l'Institut d'études géologiques des États-Unis (USGS), le National Park Service (NPS) et le Bureau of Land Management (BLM). Avant la création du département de l'Intérieur en 1849, l'agence des Affaires indiennes est contrôlée par le département de la Guerre des États-Unis.
Le secrétaire à l'Intérieur est huitième dans l'ordre de succession présidentielle des États-Unis.

## Liste des secrétaires à l'Intérieur
| No | Portrait            | Nom                               | Durée du poste                       | Président(s)            |
| -- | ------------------- | --------------------------------- | ------------------------------------ | ----------------------- |
| 1  |                     | Thomas Ewing                      | 8 mars 1849 - 22 juillet 1850        | Zachary Taylor          |
| 1  | Millard Fillmore    | Thomas Ewing                      | 8 mars 1849 - 22 juillet 1850        |                         |
| 2  |                     | Thomas M. T. McKennan (en)        | 15 août 1850 - 26 août 1850          |                         |
| 3  |                     | Alexander Hugh Holmes Stuart (en) | 14 septembre 1850 - 7 mars 1853      | Millard Fillmore        |
| 4  |                     | Robert McClelland                 | 8 mars 1853 - 9 mars 1857            | Franklin Pierce         |
| 5  |                     | Jacob Thompson                    | 10 mars 1857 - 8 janvier 1861        | James Buchanan          |
| 6  |                     | Caleb Blood Smith                 | 5 mars 1861 - 31 décembre 1862       | Abraham Lincoln         |
| 7  |                     | John Palmer Usher                 | 1er janvier 1863 - 15 mai 1865       | Abraham Lincoln         |
| 8  |                     | James Harlan                      | 16 mai 1865 - 31 août 1866           | Andrew Johnson          |
| 9  |                     | Orville Browning                  | 1er septembre 1866 - 4 mars 1869     | Andrew Johnson          |
| 10 |                     | Jacob Dolson Cox                  | 5 mars 1869 - 31 octobre 1870        | Ulysses S. Grant        |
| 11 |                     | Columbus Delano                   | 11 novembre 1870 - 30 septembre 1875 | Ulysses S. Grant        |
| 12 |                     | Zachariah Chandler                | 19 octobre 1875 - 11 mars 1877       | Ulysses S. Grant        |
| 13 |                     | Carl Schurz                       | 12 mars 1877 - 7 mars 1881           | Rutherford B. Hayes     |
| 14 |                     | Samuel J. Kirkwood                | 8 mars 1881 - 17 avril 1882          | James A. Garfield       |
| 14 | Chester A. Arthur   | Samuel J. Kirkwood                | 8 mars 1881 - 17 avril 1882          |                         |
| 15 |                     | Henry M. Teller                   | 18 avril 1882 - 3 mars 1885          |                         |
| 16 |                     | Lucius Lamar                      | 6 mars 1885 - 10 janvier 1888        | Grover Cleveland        |
| 17 |                     | William F. Vilas                  | 16 janvier 1888 - 6 mars 1889        | Grover Cleveland        |
| 18 |                     | John Willock Noble                | 7 mars 1889 - 6 mars 1893            | Benjamin Harrison       |
| 19 |                     | M. Hoke Smith                     | 6 mars 1893 - 1er septembre 1896     | Grover Cleveland        |
| 20 |                     | David R. Francis                  | 3 septembre 1896 - 5 mars 1897       | Grover Cleveland        |
| 21 |                     | Cornelius Newton Bliss            | 6 mars 1897 - 19 février 1899        | William McKinley        |
| 22 |                     | Ethan Allen Hitchcock             | 20 février 1899 - 4 mars 1907        | William McKinley        |
| 22 | Theodore Roosevelt  | Ethan Allen Hitchcock             | 20 février 1899 - 4 mars 1907        |                         |
| 23 |                     | James Rudolph Garfield            | 5 mars 1907 - 5 mars 1909            |                         |
| 23 | William Howard Taft | James Rudolph Garfield            | 5 mars 1907 - 5 mars 1909            |                         |
| 24 |                     | Richard A. Ballinger              | 6 mars 1909 - 12 mars 1911           |                         |
| 25 |                     | Walter Lowrie Fisher              | 13 mars 1911 - 5 mars 1913           |                         |
| 26 |                     | Franklin Knight Lane              | 6 mars 1913 - 29 février 1920        | Woodrow Wilson          |
| 27 |                     | John Barton Payne                 | 15 mars 1920 - 4 mars 1921           | Woodrow Wilson          |
| 28 |                     | Albert Bacon Fall                 | 5 mars 1921 - 4 mars 1923            | Warren G. Harding       |
| 29 |                     | Hubert Work                       | 5 mars 1923 - 24 juillet 1928        | Warren G. Harding       |
| 29 | Calvin Coolidge     | Hubert Work                       | 5 mars 1923 - 24 juillet 1928        |                         |
| 30 |                     | Roy Owen West                     | 25 juillet 1928 - 4 mars 1929        |                         |
| 31 |                     | Ray Lyman Wilbur                  | 5 mars 1929 - 4 mars 1933            | Herbert Hoover          |
| 32 |                     | Harold LeClair Ickes              | 4 mars 1933 - 15 février 1946        | Franklin D. Roosevelt   |
| 32 | Harry S. Truman     | Harold LeClair Ickes              | 4 mars 1933 - 15 février 1946        |                         |
| 33 |                     | Julius Albert Krug                | 18 mars 1946 - 1er décembre 1949     |                         |
| 34 |                     | Oscar Littleton Chapman           | 1er décembre 1949 - 20 janvier 1953  |                         |
| 35 |                     | Douglas McKay                     | 21 janvier 1953 - 15 avril 1956      | Dwight D. Eisenhower    |
| 36 |                     | Fred Andrew Seaton                | 8 juin 1956 - 20 janvier 1961        | Dwight D. Eisenhower    |
| 37 |                     | Stewart Lee Udall                 | 21 janvier 1961 - 20 janvier 1969    | John Fitzgerald Kennedy |
| 37 | Lyndon B. Johnson   | Stewart Lee Udall                 | 21 janvier 1961 - 20 janvier 1969    |                         |
| 38 |                     | Walter Hickel                     | 24 janvier 1969 - 25 novembre 1970   | Richard Nixon           |
| 39 |                     | Rogers Morton                     | 29 janvier 1971 - 30 avril 1975      | Richard Nixon           |
| 39 | Gerald Ford         | Rogers Morton                     | 29 janvier 1971 - 30 avril 1975      |                         |
| 40 |                     | Stanley Knapp Hathaway            | 12 juin - 9 octobre 1975             |                         |
| 41 |                     | Thomas S. Kleppe                  | 17 octobre 1975 - 20 janvier 1977    |                         |
| 42 |                     | Cecil D. Andrus                   | 23 janvier 1977 - 20 janvier 1981    | Jimmy Carter            |
| 43 |                     | James G. Watt                     | 23 janvier 1981 - 8 novembre 1983    | Ronald Reagan           |
| 44 |                     | William P. Clark                  | 18 novembre 1983 - 7 février 1985    | Ronald Reagan           |
| 45 |                     | Donald P. Hodel                   | 8 février 1985 - 20 janvier 1989     | Ronald Reagan           |
| 46 |                     | Manuel Lujan, Jr.                 | 3 février 1989 - 20 janvier 1993     | George H. W. Bush       |
| 47 |                     | Bruce Babbitt                     | 22 janvier 1993 - 2 janvier 2001     | Bill Clinton            |
| 48 |                     | Gale Ann Norton                   | 31 janvier 2001 - 31 mars 2006       | George W. Bush          |
| 49 |                     | Dirk Kempthorne                   | 26 mai 2006 - 20 janvier 2009        | George W. Bush          |
| 50 |                     | Ken Salazar                       | 20 janvier 2009 - 10 avril 2013      | Barack Obama            |
| 51 |                     | Sally Jewell                      | 10 avril 2013 - 20 janvier 2017      | Barack Obama            |
| 52 |                     | Ryan Zinke                        | 1er mars 2017 - 2 janvier 2019       | Donald Trump            |
| 53 |                     | David Bernhardt                   | 2 janvier 2019 - 20 janvier 2021     | Donald Trump            |
| 54 |                     | Deb Haaland                       | 16 mars 2021 - 20 janvier 2025       | Joe Biden               |
| 55 |                     | Doug Burgum                       | 1er février 2025 -                   | Donald Trump            |

## Dans la fiction
Dans le roman uchronique Le Complot contre l'Amérique de Philip Roth (2004), Henry Ford est le secrétaire à l'Intérieur du président Charles Lindbergh.
Dans le film Idiocracy (2006), parodie dystopique, Joe Bauers, joué par Luke Wilson, devient secrétaire à l'Intérieur.